# Datassette
Datassette (чете се Да̀тасѐт, от англ. Data -данни, Cassette -касета) е външно устройство за съхранение на данни на компютрите Commodore върху обикновени касети. Трансферът на данни е по-бавен в сравнение с трансфера към дискета. Datassette е използван от 8-битовите компютри Commmodore PET, VIC-20 и C64. Широкото разпространение на касети през 1980-те години улеснява разпространението на Datassette. За разлика от Европа, в САЩ са били употребявани най-вече дискети.

## Технически детайли
Устройството включва модем и касетофон в общ корпус. Връзката за данни се осъществява чрез лентов кабел или Mini-DIN конектор.